# Remarkable Power
Pour plus de détails, voir Fiche technique et Distribution.
Remarkable Power est un film américain réalisé par Brandon Beckner, sorti en 2008.

## Synopsis
Un présentateur télé embarque une galerie de personnages hauts en couleur dans un plan pour sauver son émission et se venger l'infidélité de sa femme.

## Fiche technique
- Titre : Remarkable Power
- Réalisation : Brandon Beckner
- Scénario : Brandon Beckner et Scott Sampila
- Musique : Tony Tisdale
- Photographie : Damián Acevedo
- Montage : Eric Archer
- Production : Mykel Denis et Scott Sampila
- Société de distribution : Dalton Pictures (États-Unis)
- Pays :  États-Unis
- Genre : Comédie
- Durée : 91 minutes
- Dates de sortie : 
  -  États-Unis : 26 janvier 2008 (Festival international du film de Santa Barbara), 16 février 2010 (vidéo)

## Distribution
- Whitney Able : Candy
- Tom Arnold : Van Hagen
- Jordan Belfi : Skip
- Sandra Hess : Cynthia West
- Dulé Hill : Reggie
- Kip Pardue : Preston
- Evan Peters : Ross
- Jack Plotnick : Moses
- Johnny Messner : Doug Wade
- Kevin Nealon : Jack West
- Bob Sapp : Tiny
- Christopher Titus : JP Zahn
- Steve Vinovich : Bill
- Nora Zehetner : Athena
- Lisa Arturo : Trish
- Stephen Keys : Damon
- Jason Cottle : Ed Vega
- Adam Gregor : Vlado
- Vlad Schiau : Gustav
- Ed Ackerman : détective Shaver
- C. J. Byrnes : détective Mack
- Dimitri Diatchenko (en) : Ivan
- Donna Pieroni : Fran
- Michael Healey : Ray
- Bill Lee Brown : le prêcheur
- Jeff Whalen : le rockeur
- Candice Coke : Sophie
- Claire Coffee : Dana
- Cisco Reyes : Chavo
- Ray Klein : Tim
- Chris McNair : Mike

## Distinctions
Le film a été présenté en sélection officielle en compétition au festival international du film de Santa Barbara.